# Simpsonichthys longignatus
Simpsonichthys longignatus är en fiskart som beskrevs av Costa 2008. Simpsonichthys longignatus ingår i släktet Simpsonichthys och familjen Rivulidae. Inga underarter finns listade i Catalogue of Life.